# Cyrtandra leucantha
Cyrtandra leucantha är en tvåhjärtbladig växtart som beskrevs av Albert Charles Smith. Cyrtandra leucantha ingår i släktet Cyrtandra och familjen Gesneriaceae. Inga underarter finns listade i Catalogue of Life.